# Parasphaerion granulosum
Parasphaerion granulosum är en skalbaggsart som beskrevs av Martins och Dilma Solange Napp 1992. Parasphaerion granulosum ingår i släktet Parasphaerion och familjen långhorningar.
Artens utbredningsområde är Surinam. Inga underarter finns listade i Catalogue of Life.